# Миколайтис-Путинас, Винцас
Ви́нцас Микола́йтис-Пу́тинас (лит. Vincas Mykolaitis-Putinas; 20 мая [1 июня] 1893, деревня Пилотишкяй, Сувалкская губерния — 7 июня 1967, деревня Качергине, Литовская ССР) — литовский писатель, поэт, драматург, литературовед; академик АН Литовской ССР (1941), народный писатель Литовской ССР (1963).
Настоящая фамилия Миколайтис; Путинас — литературный псевдоним (по-литовски «калина»).

## Биография
Родился в крестьянской семье. Учился в гимназии в Мариямполе, затем в католической духовной семинарии в Сейнах. Начал публиковать первые стихотворения под псевдонимом Путинас. В 1915—1917 годах учился в католической Петроградской духовной академии. Выпустил первый сборник стихов. В 1922 году в Фрибурском университете (Швейцария) изучал философию, искусство, историю и литературу. На соискание учёной степени доктора философии представил диссертацию об эстетических воззрениях Владимира Соловьёва (издана на французском языке в 1923 году). Посещал лекции в Мюнхенском университете. В Мюнхене познакомился и сблизился с Балисом Сруогой.

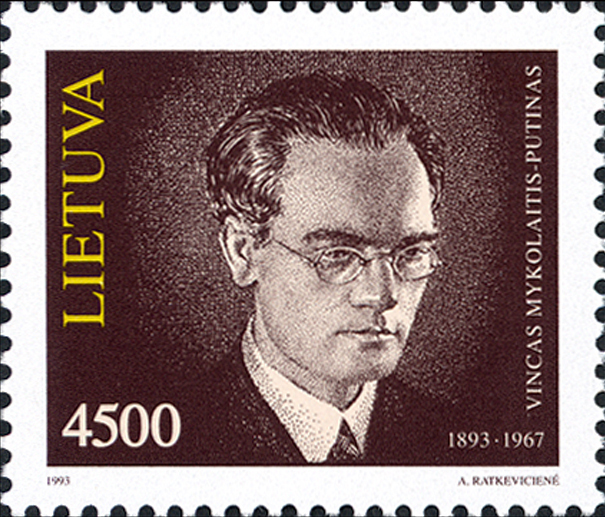
Миколайтис-Путинас на марке Литвы 1993 г.

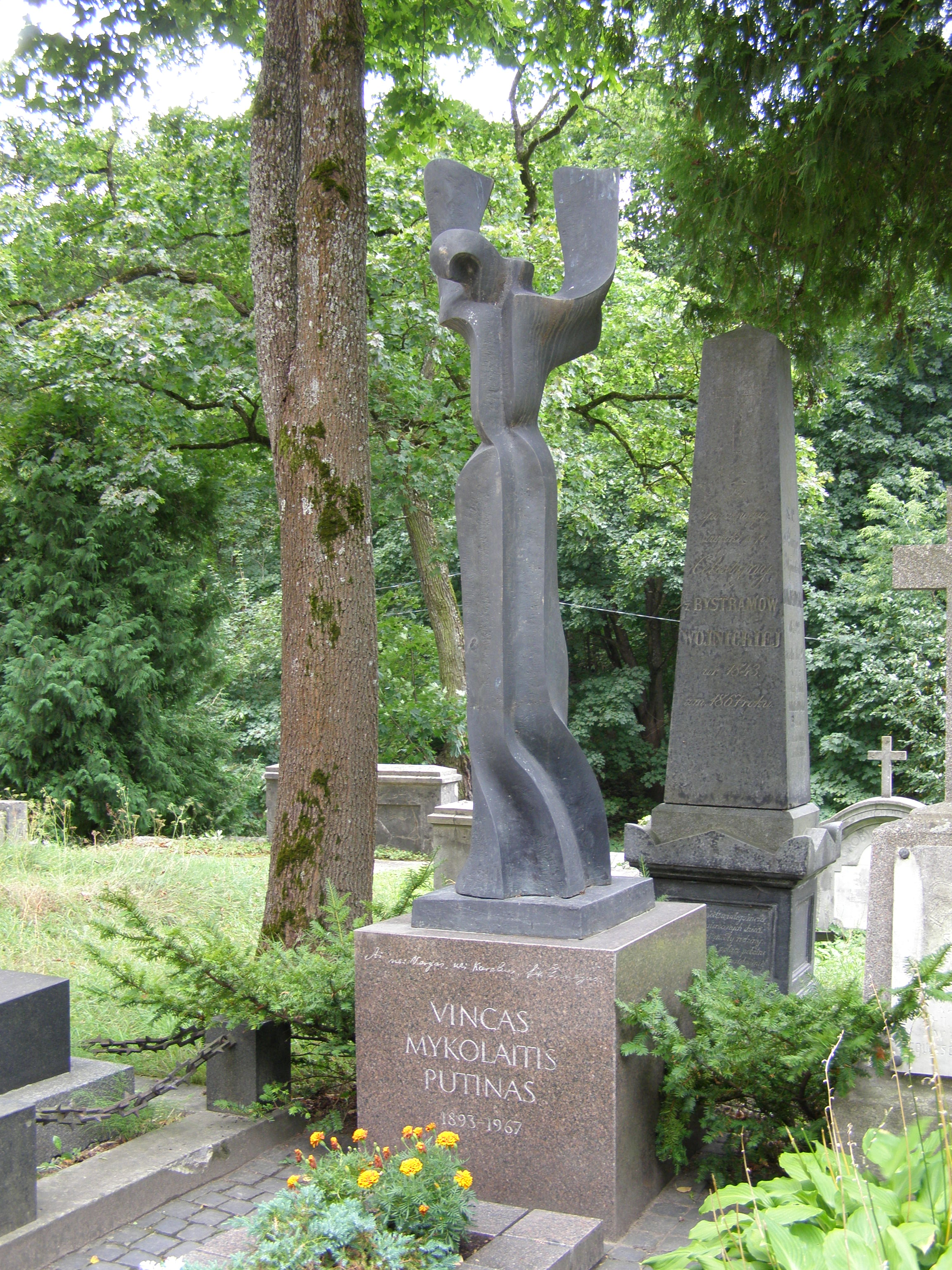
Могила Миколайтиса-Путинаса

Преподавал литературу в Литовском университете в Каунасе (с 1923 года; с 1930 года Университет Витаутаса Великого). С 1928 года профессор. Одновременно редактировал журнал «Жидинис» («Очаг»; 1923—1932), позднее журнал «Деновидис» («Полдень», с 1938 года).
После выхода романа «В тени алтарей» (1933) в 1935 году порвал с духовенством (и женился), за что был отлучён от церкви. В 1934 году избран председателем Общества литовских писателей.
Во время войны оставался в оккупированной Литве.
В 1940—1954 гг. профессор Вильнюсского университета.
Похоронен в Вильнюсе на кладбище Расу.

## Творчество
Печатался с 1911. Первый сборник стихов «Красные цветы. Князь Жвайнис» опубликовал в 1917 в Петрограде. В 1927 вышел сборник стихотворений «Меж двух зорь», в 1936 — сборник «Пути и перепутья».
В 1933 опубликовал роман «В тени алтарей», в котором отчасти отражается биография автора. Роман вызвал широкий резонанс и был воспринят церковными кругами как покушение на устои церкви и религии. Роман переведён на русский (1958), латышский, польский, чешский, эстонский и другие языки.
В 1937 году издал роман «Кризис».
После Второй мировой войны издал сборники стихов «Приветствую землю» (1950), «Поэзия» (1956), «Дар бытия» (1963), «Окно» (1963).
В романе «Повстанцы» (ч. 1, 1957; Государственная премия Литовской ССР, 1958; ч. 2, 1967) изображается восстание 1863 года.
Автор драмы «Владыка» (1929), драматических поэм «Кольцо и женщина» и «Девушка из рода Скальвяй», пьесы «Доктор Гярвидас».
Автор работ по истории литовской литературы «Новая литовская литература» (т. 1, 1936), «Первая литовская книга» (1948), «Советская литература и дружба народов» (1950).
Перевёл на литовский язык произведения А. С. Пушкина, М. Ю. Лермонтова, Н. А. Некрасова, А. Мицкевича и других.

### Избранные произведения
- Миколайтис-Путинас В. [Стихи] // Песнь революции : Стихи : Пер. с литов. — Вильнюс: Vaga, 1987.
- Миколайтис-Путинас В. В тени алтарей : Роман / Пер. с литов. С. Аксеновой, З. Федоровой. — Вильнюс: Vaga, 1979. — 589 с. — 45 000 экз.
  - Миколайтис-Путинас В. В тени алтарей : Роман. — М.: Худож. лит., 1986. — 443 с. — 100 000 экз.[3]

## Награды
- два ордена Трудового Красного Знамени (08.04.1947 и 16.03.1954).
- народный писатель Литовской ССР (1963).

## Память
- памятник возле Мариямпольской городской библиотеки;
- его именем названы улицы в Вильнюсе (на горе Таурас), Каунасе и других городах Литвы.
- В Вильнюсе в доме, где жил открыт дом-музей.